# Brockenteich

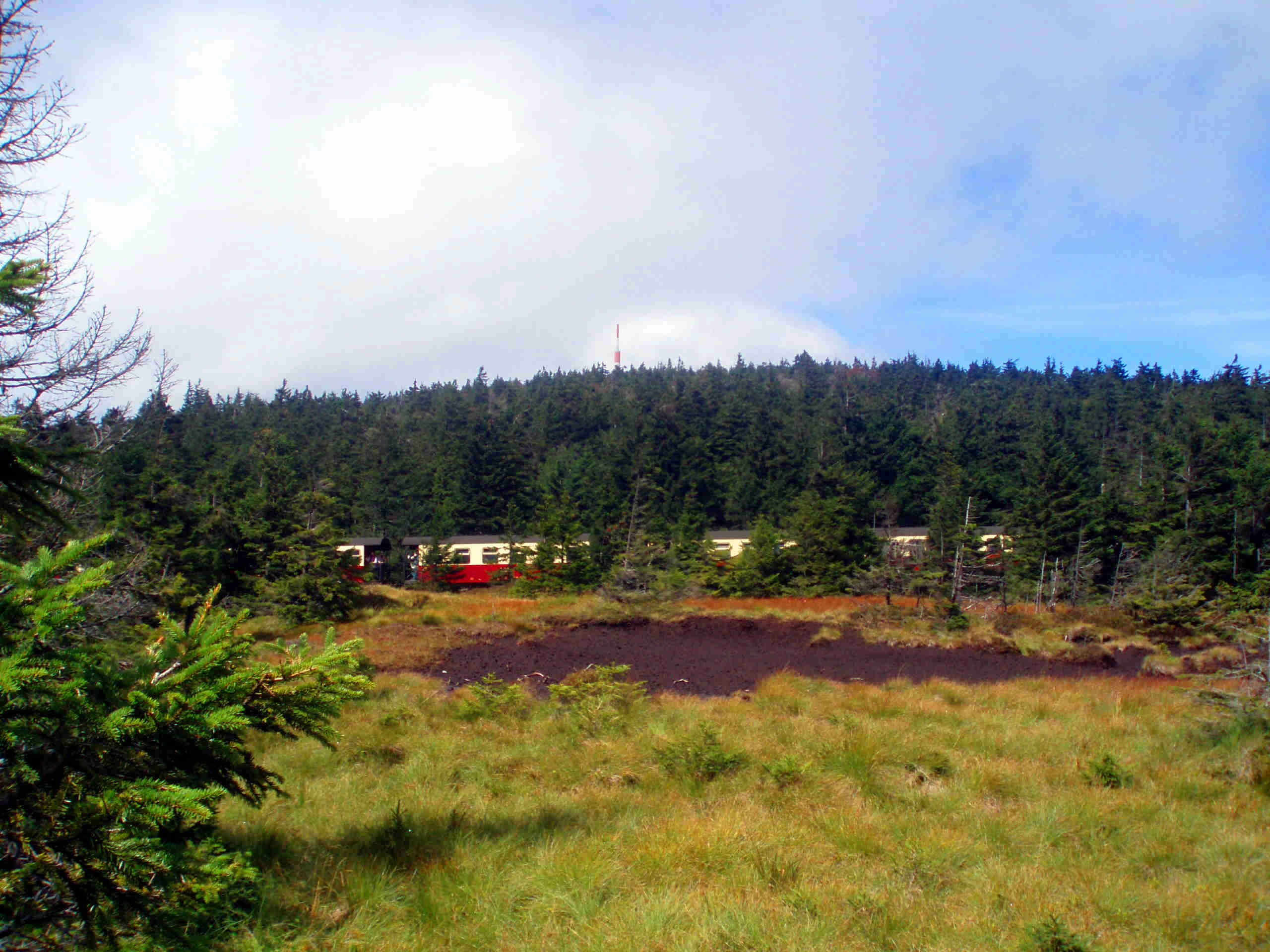
Blick auf den ehemaligen Brockenteich, die Brockenbahn und die Kuppe des Brockens.

Als Brockenteich wurde ein Stillgewässer bezeichnet, das bis 1744 unterhalb der Bergkuppe des Brockens im Harz in der Grafschaft Wernigerode im heutigen Landkreis Harz lag. Er befand sich auf dem zur Heinrichshöhe überleitenden Bergsattel (etwa 1030 m ü. NN) und ist derzeit noch im Gelände durch stets sumpfigen Untergrund gut zu erkennen. Wenige Meter nordwestlich des ehemaligen Brockenteichs liegt die Trasse der Brockenbahn.
In einem am 12. August 1744 auf dem Großen Brocken geschriebenen Brief berichtet der Graf Heinrich Ernst zu Stolberg-Wernigerode an seinen Vater Christian Ernst in Wernigerode: „daß wir gestern Abend in 1½ Stunde den berühmten Brockenteich abgelassen, auch mit Absteckung einiger Torfhäuser den Anfang gemacht, sämtliche aber, so auf denen 3 Brüchen 9 ausmachen, an 3 Zimmerleute wirklich verdungen haben, so daß sie diesen Herbst gezimmert, im Winter angefahren u. auf Frühjahr […] gerichtet werden können. Heute werden wir mit der Absteckung fortfahren, auch zwey steinerne Häuser, zu Behuf derer Arbeiter angeben.“
Koordinaten: 51° 47′ 39″ N, 10° 37′ 26″ O